# NGC 3649
NGC 3649 (również IC 684, PGC 34883 lub UGC 6386) – galaktyka spiralna z poprzeczką (SBa), znajdująca się w gwiazdozbiorze Lwa. Odkrył ją William Herschel 15 lutego 1784 roku. Jest to galaktyka z aktywnym jądrem.